# Marshall Jefferson
Marshall Jefferson (Chicago, 19 settembre 1959) è un produttore discografico e disc jockey statunitense, primo dj produttore ufficiale della house music di Chicago.

## Carriera
Ispirato inizialmente dalla scena Rock all'inizio degli anni ottanta, comincia a fare i primi esperimenti con un modesto sintetizzatore, passando i suoi dischi al dj Ron Hardy nella storica discoteca Warehouse night club; nel 1986 produce su etichetta Traxx Records il primo disco house internazionale della storia: Move Your Body (detto anche The House Music Anthem). Il disco, che fu la prima canzone house con i suoni di un pianoforte, ottiene un grandissimo successo nelle discoteche americane nel 1986, e nel resto del mondo dal 1987. Comunque, anche nei decenni seguenti, il giro di piano di Move Your Body è stato utilizzato in moltissime altre produzioni da club.
Nella metà e nella fine degli anni ottanta Jefferson si occuperà di altri popolari dischi house d'esportazione, come quelli dei progetti Sterling Void (1987-1989) e Ten City (1988), producendo svariate tracce con diversi pseudonimi (On the House, Jungle Wonz, House Master Boyz).
Dopo una pausa tra il 1990 e il 1993, nel quale produce solo un remix per il brano Being Boring dei Pet Shop Boys, si trasferisce a Londra, dove si esibisce per cinque anni agli eventi rave del "Tribal Gathering" e del "Big Love". Nel frattempo è stato anche uno dei dj  del Ministry of Sound di Londra.
Nel 2004 Move Your Body è stata inserita nella colonna sonora di Grand Theft Auto, presente nel videogioco Grand Theft Auto: San Andreas. Attualmente vive nel New Jersey e lavora per l'etichetta USB Records con il collega Ce Ce Rogers.
Nel febbraio 2012 viene lanciato il singolo Move your body 2012 insieme al dj produttore italiano Benny Benassi.